# Florian Fendt
Florian Fendt es un deportista alemán que compitió en vela en la clase Star. Ganó una medalla de oro en el Campeonato Europeo de Star de 2000.

## Palmarés internacional
| \| Campeonato Europeo \| Campeonato Europeo \| Campeonato Europeo \| Campeonato Europeo \| \| Año \| Lugar \| Medalla \| Clase \| \| ------------------ \| ------------------------ \| ------------------ \| ------------------ \| \| 2000 \| Balatonföldvár (Hungría) \| Medalla de oro \| Star \| |                          |                |       |
| Campeonato Europeo |                          |                |       |
| Año | Lugar                    | Medalla        | Clase |
| 2000 | Balatonföldvár (Hungría) | Medalla de oro | Star  |